# 이토 유타
이토 유타(일본어: 伊藤 優汰, 1992년 9월 18일 ~ )는 일본의 축구 선수이다.

## 구단 경력
그는 2011년부터 2019년까지 J리그의 교토 상가 FC, 에히메 FC, 알비렉스 니가타, 카탈레 도야마에서 활동하였다.